# Слободская, Ода Абрамовна
Ода Абрамовна Слободская (сценический псевдоним Одали Карено; 28 ноября [10 декабря] 1888, Вильна — 29 июля 1970, Лондон) — русская, позже британская оперная певица (драматическое сопрано), педагог.

## Биография
Родилась в Вильне, была старшей дочерью в многодетной еврейской семье. Отец, Абрам Эльяшевич Слободской (1864—1924), занимался поставками военного обмундирования для русской армии, мать — Сара (Сора) Михелевна Слободская (урождённая Тателес, 1866—1921) — была домохозяйкой. Отец происходил из Михалишек (Виленского уезда), мать — из Вильны, где они поженились 24 октября 1886 года. Семья жила в Вильне на улице Конной, дом № 2, позже на улице Базилянской, дом № 6/16.
В 1907—1916 годах обучалась в Санкт-Петербургской консерватории (по классу вокала у Н. А. Ирецкой и классу оперного искусства у И. В. Ершова). Дебютировала в Мариинском театре в 1916 году в партии Лизы в «Пиковой даме». Пела главные роли в «Евгении Онегине» П. И. Чайковского, «Аиде» и «Доне Карлосе» Дж. Верди.
В 1921 году вместе со старшим братом Рувином и его семьёй поселилась в Вильнюсе на Часной улице, дом № 8-3, получила литовское гражданство и выехала на гастроли во Францию. В 1922 году выступила в премьере оперы «Мавра» И. Ф. Стравинского, поставленной дирижёром Г. Г. Фительбергом в Париже. В 1923—1930 годах жила в Нью-Йорке, где начала пользоваться сценическим именем «Одали Карено», под которым сначала выступала в варьете. В 1930 году подписала контракт на двухнедельные гастроли в лондонском театре «Палладиум» и поселилась в Лондоне, где оставалась до конца жизни.
В 1931 году вернулась на оперную сцену в постановке оперы «Русалка» А. С. Даргомыжского. В июне 1932 года вышла замуж за британского офицера Раймонда Пелли и получила британское подданство. В сезоне 1933 года участвовала в трёх постановках Ла Скалы, с 1935 года выступала в Ковент-Гардене. Осуществила ряд записей для граммофонной компании «Сага». В конце жизни перенесла ампутацию обеих ног в связи с развившейся на фоне сахарного диабета гангреной. Умерла в 1970 году в Лондоне, кремирована в Голдерс-Грин, её прах был развеян в розовом саду Вольного еврейского кладбища в Виллесдене (Liberal Jewish Cemetery in Willesden).

## Семья
- Племянник (сын старшего брата, Рувина Абрамовича Слободского) — писатель-сатирик, сценарист и драматург Морис Романович Слободской.
- Двоюродный брат — мастер художественного слова Александр Кузьмич Слободской (племянница — актриса Инна Слободская).

## Дискография
- The Art of Oda Slobodskaya. Decca/Eloquence, 2011.